# Alcool (film 1980)
Alcool è un film del 1980 diretto da Augusto Tretti.

## Trama
Francesco è un giovane della provincia veneta con tendenze all'alcolismo. Ha un lavoro precario ed è spesso indotto a bere anche dalla gente del posto che ha una mentalità paesana ed ignorante nei confronti dell'alcool. Infatti un po' tutti sono alcolisti, dagli anziani soli ai giovani in gruppo, dai camionisti agli attori famosi. Il fenomeno è maggiormente diffuso anche per colpa della pubblicità ingannevole che attribuisce all'alcool delle proprietà quasi magiche e che gli permette quindi di essere utilizzato come pillola per il mal di vivere. Francesco trova un lavoro come operaio ma qui viene portato alla morte per cirrosi epatica dalla colpevole usanza del capocantiere di far bere i suoi lavoranti per ottenere migliori risultati.

## Distribuzione
Presentato in anteprima il 20 marzo 1980 presso la Sala Congressi di via Corridoni a Milano, il film fu proiettato al Festival di Venezia e venne in seguito distribuito nel circuito culturale.